# Фталазол
Фталазол — противомикробное средство на основе фталилсульфатиазола (лат. phthalylsulfathiazole), относится к сульфаниламидам.

## Показания
Дизентерия, колит, гастроэнтерит, профилактика инфекционных осложнений при оперативных вмешательствах на кишечнике.

## Противопоказания
Гиперчувствительность (в том числе к другим сульфаниламидам).

## Побочные действия
Системные побочные эффекты, характерные для сульфаниламидов, редки в связи с незначительным всасыванием. Недостаточность витаминов группы В (вследствие угнетения кишечной микрофлоры), аллергические реакции (сыпь, лихорадка), агранулоцитоз, апластическая анемия).